# Franciszek Ludwik Neugebauer
Franciszek Ludwik Neugebauer (ur. 13 kwietnia 1856 w Kaliszu, zm. 13 listopada 1914 w Warszawie) – polski ginekolog przełomu XIX i XX wieku.

## Życiorys
Franciszek urodził się w ostatnim roku kaliskiej działalności ojca, doktora Ludwika Neugebauera, jako starszy z dwóch synów w jego małżeństwie z Klarą Schröter. Wkrótce po jego narodzinach ojciec otrzymał wezwanie na stanowisko docenta w warszawskiej Akademii Medyko-Chirurgicznej i rodzina przeniosła się do stolicy. Franciszek po uzyskaniu matury zapisał się na studia medycyny na Uniwersytecie Warszawskim. Po dwóch latach przeniósł się na medycynę do Dorpatu, gdzie w tamtych czasach studiowała większość polskiej młodzieży religii ewangelickiej – ze względu na to, że językiem wykładowym nie był rosyjski, lecz niemiecki, który wielu znało wówczas z domu i z kościoła – (nieomal wszyscy pastorowie ewangeliccy w Polsce studiowali przed 1914 rokiem w Dorpacie, Polacy mieli własną korporację studencką Polonia). Studia medyczne zakończył z wyróżnieniem w roku 1881 i zaczął wędrówkę po Europie, pracując jako ginekolog w najróżniejszych krajach.
Do Królestwa Polskiego Neugebauer powrócił ok. 1886 r. i podjął pracę w renomowanym Szpitalu św. Ducha w Warszawie, gdzie ordynatorem był jego ojciec. Po śmierci ojca (1890) Franciszek przeniósł się do Szpitala Ewangelickiego na Muranowie, od roku 1897 do śmierci był tam ordynatorem kliniki ginekologicznej. Jednocześnie działał przez wiele dziesiątków lat jako członek Rady Kościelnej parafii ewangelicko-augsburskiej w Warszawie.
Franciszek Neugebauer opublikował 391 prac i artykułów naukowych i był członkiem 33 krajowych i zagranicznych towarzystw naukowych. Uważany był za światowy autorytet w sprawie hermafrodytyzmu. W roku 1904 miano go powołać na katedrę profesorską Cesarskiego Uniwersytetu Warszawskiego, ale na przeszkodzie stanęła jego słaba znajomość rosyjskiego, języka wykładowego uczelni.
Do końca życia aktywny członek Warszawskiego Towarzystwa Lekarskiego, zapisał mu w testamencie swój wielki księgozbiór. Pochowany został obok rodziców i brata Ludwika (zm. 1925) na Cmentarzu Ewangelicko-Augsburskim w Warszawie. Uszkodzony w czasie powstania warszawskiego grobowiec został w latach 80. i 90. XX wieku odrestaurowany ze środków Towarzystwa.
Został pochowany na cmentarzu ewangelicko-augsburskim w Warszawie, na Woli (aleja A, grób 15).